# Beg for Mercy
Beg for Mercy is het debuutalbum van de Amerikaanse rapgroep G-Unit, die bestaat uit rappers 50 Cent, Lloyd Banks, Young Buck en Tony Yayo (die voor het grootste gedeelte afwezig is op dit album vanwege een gevangenisstraf).

## Achtergrond
Beg for Mercy is de eerste plaat uitgebracht onder G-Unit Records, het nieuwe label van 50 Cent. Op de meeste tracks zijn 3 coupletten te horen van 50 Cent, Lloyd Banks en Young Buck, en een refrein van 50 Cent. Op de nummers "Groupie Love" en "I Smell Pussy" is Tony Yayo te horen in plaats van Young Buck. Bij "Salute U" doet 50 Cent niet mee, en bij "Smile" functioneert hij slechts als achtergrond.

## Singles
De eerste single is de track "Stunt 101", geproduceerd door D12-lid Kon Artis, die ook het bekende "P.I.M.P." van 50 Cent produceerde. Het nummer haalde de 13e positie in de VS, en de 25e in Engeland.
"Poppin' Them Thangs" is de tweede single van het album. De instrumentals komen voort uit de samenwerking van topproducers Dr. Dre en Scott Storch. Het nummer flopte in de VS, maar haalde in Engeland de 10e positie. In Nederland haalde "Poppin' Them Thangs" de 17e plaats in de Top 40, tot nu toe de hoogste en enige Top 40 notering voor G-Unit.
"Wanna Get To Know You" is de derde single. De track is geproduceerd door Red Spyda, haalde de 15e plaats in de VS en de 27e in Engeland.
De tracks "My Buddy" en "Smile" zijn geen officiële singles, maar er zijn wel video's voor opgenomen. In de video van "My Buddy" is een animatie verhaal te zien van 50 Cent, Lloyd Banks en Young Buck die in een gewelddadige speurtocht uiteindelijk erin slagen om Tony Yayo te bevrijden. "Smile" diende als promotie voor het debuutalbum van Lloyd Banks, The Hunger for More, dat in 2004 uitkwam. 50 Cent dient als achtergrond in de track, het grootste gedeelte wordt gerapt door Lloyd Banks zelf.

## Verkoop & Charts
Beg For Mercy kwam op 2 binnen in de Billboard 200 en steeg niet meer. Uiteindelijk verkocht het album 2.3 miljoen platen in de VS alleen, en haalde daarmee twee keer de platina-status. Wereldwijd ging het album ongeveer 4 miljoen keer over de toonbank.

## Tracklist
| #  | Titel                   | Artiesten                         | Producer(s)                   | Gast(en) | Lengte |
| -- | ----------------------- | --------------------------------- | ----------------------------- | -------- | ------ |
| 1  | "G-Unit"                | -50 Cent -Lloyd Banks -Young Buck | Hi-Tek                        |          | 3:29   |
| 2  | "Poppin' Them Thangs"   | -50 Cent -Lloyd Banks -Young Buck | Dr. Dre & Scott Storch        |          | 4:01   |
| 3  | "My Buddy"              | -50 Cent -Lloyd Banks -Young Buck | Thayod Ausar                  |          | 3:44   |
| 4  | "I'm So Hood"           | -50 Cent                          | DJ Twins, Eminem & Luis Resto |          | 2:26   |
| 5  | "Stunt 101"             | -50 Cent -Lloyd Banks -Young Buck | Kon Artis                     |          | 3:52   |
| 6  | "Wanna Get to Know You" | -50 Cent -Lloyd Banks -Young Buck | Red Spyda                     | Joe      | 4:25   |
| 7  | "Groupie Love"          | -50 Cent -Tony Yayo -Lloyd Banks  | Dirty Swift                   |          | 4:14   |
| 8  | "Betta Ask Somebody"    | -50 Cent -Lloyd Banks -Young Buck | Fusion Unltd. & Jake One      |          | 3:53   |
| 9  | "Footprints"            | -Young Buck -50 Cent              | Nottz                         |          | 4:21   |
| 10 | "Eye For Eye"           | -50 Cent -Lloyd Banks -Young Buck | Hi-Tek                        |          | 3:56   |
| 11 | "Smile"                 | -Lloyd Banks -50 Cent             | No I.D.                       |          | 3:38   |
| 12 | "Baby U Got"            | -50 Cent -Lloyd Banks -Young Buck | Megahertz                     |          | 4:04   |
| 13 | "Salute U"              | -Lloyd Banks -Young Buck          | 7th EMP                       |          | 3:00   |
| 14 | "Beg For Mercy"         | -50 Cent -Lloyd Banks -Young Buck | Black Jeruz & Sha Money XL    |          | 2:39   |
| 15 | "G'd Up"                | -50 Cent -Lloyd Banks -Young Buck | Dr. Dre & Scott Storch        |          | 4:47   |
| 16 | "Lay You Down"          | -50 Cent -Lloyd Banks -Young Buck | DJ Khalil                     |          | 4:03   |
| 17 | "Gangsta Shit"          | -50 Cent -Lloyd Banks -Young Buck | Needlz                        |          | 4:12   |
| 18 | "I Smell Pussy"         | -50 Cent -Lloyd Banks -Tony Yayo  | Sam Sneed                     |          | 4:00   |